# 新潟県道235号沢口塩沢線
新潟県道235号沢口塩沢線（にいがたけんどう235ごう さわぐちしおざわせん）は、新潟県南魚沼市内を通る一般県道である。

## 概要
路線名の「沢口」は起点付近の地名（新潟県南魚沼市滝谷字沢口）に、「塩沢」は終点付近の旧自治体名（新潟県南魚沼郡塩沢町）に由来する。

### 路線データ
- 起点：新潟県南魚沼市長崎字一里（国道291号交点）
- 終点：新潟県南魚沼市目来田（もくらいでん）字納味田（国道17号交点）

## 地理

### 通過する自治体
- 新潟県
南魚沼市

### 交差する道路
- 国道291号（起点：南魚沼市長崎字一里）

この間冬季閉鎖区間あり（場所：南魚沼市滝谷～大木六、距離：1.8km、期間：12月上旬～4月下旬、迂回路：国道291号）
- 新潟県道28号塩沢大和線（大木六交差点）
- 国道17号（三国街道）（終点：目来田交差点）

### 沿線
- 南魚沼市立塩沢中学校
- 南魚沼市立第二上田小学校
- 南魚沼市立塩沢小学校
- JAみなみ魚沼 しおざわ基幹センター・塩沢支店
- 中之島郵便局
- 三共化成 塩沢工場
- Aコープ しおざわ
- ひらせいホームセンター 塩沢店
- 魚野川